# 霍利代丘陵 (伊利諾伊州)
霍利代丘陵（英語：Holiday Hills）是位於美國伊利諾伊州麥克亨利縣的一個村落。

## 地理
霍利代丘陵的座標為42°17′38″N 88°13′37″W / 42.29389°N 88.22694°W，而該地最高點為海拔高度226米（即741英尺）。

## 人口
根據2010年美國人口普查的數據，霍利代丘陵的面積為2.56平方千米，當中陸地面積為2.46平方千米，而水域面積為0.10平方千米。當地共有人口610人，而人口密度為每平方千米238人。